# Politique conjoncturelle
La politique conjoncturelle est l'ensemble de mesures de politique économique prises par un gouvernement et une banque centrale à court terme en fonction de la position de l'économie dans le cycle économique. Elles peuvent être menées pour soutenir l'activité (relance) ou au contraire pour freiner l'activité (freinage). Elle s'oppose à la politique structurelle, qui s'applique sur un horizon de long terme.
Ces politiques économiques, parfois qualifiées de stop and go, se veulent d'ordinaire contracycliques : elles cherchent à lutter contre les effets néfastes de la conjoncture (chute d'activité pendant la récession, augmentation de l'inflation pendant le phase de croissance). Une politique conjoncturelle peut aussi viser, plus rarement, à amplifier la conjoncture. Elle est dans ce cas procyclique.

## Concept
Une politique économique peut être une politique budgétaire ou une politique monétaire, selon les leviers d'action mobilisés par la puissance publique. La réponse publique peut être contracyclique, auquel cas l'État s'active à relancer l'économie lorsque la croissance économique est inférieure à la croissance potentielle, ou bien procyclique, c'est-à-dire chercher à amplifier l'effet positif du cycle. 
La politique conjoncturelle doit autoriser une augmentation des dépenses publiques lors de la phase de récession ou de crise, de telle manière que la croissance supérieure permise par cette relance à l'avenir améliorera mécaniquement l'état des finances publiques. L'effet multiplicateur keynésien assure une stimulation de la croissance par la dépense publique, de telle manière que, théoriquement, les dépenses engagées pendant la crise peuvent être recouvrées par l’État une fois la crise passée.
La politique conjoncturelle n'est toutefois pas que budgétaire. La politique monétaire peut elle-même se faire politique conjoncturelle lorsque la banque centrale manipule les taux directeurs afin de guider l'activité économique ou bien sur un sentier de croissance (et donc de baisse du chômage), ou bien de désinflation.

## Typologie

### Politique budgétaire
La politique conjoncturelle relève, en premier lieu, de l'outil budgétaire. L’État joue sur ses recettes (donc la fiscalité des différents acteurs économiques) ainsi que sur l'utilisation des ressources de l'État. Une politique budgétaire expansionniste est une politique budgétaire qui augmente les dépenses publiques. Les deniers sont alors distribués ou bien sous forme de subvention à la consommation, ou bien sous forme d'investissements. Afin de jouer sur le pouvoir d'achat, la politique fiscale peut aussi conduire la puissance publique à diminuer les impôts. Un soutien aux entreprises peut se matérialiser par une baisse d'impôts sur les entreprises.
Un gouvernement confronté à une situation inflationniste peut, pour contrer l'augmentation des prix, augmenter les impôts ou réduire ses dépenses. Cela peut avoir un effet récessif fort.

#### Politique de la demande
L’État peut mettre en place une politique de la demande, qui consiste à stimuler la demande. Il peut jouer sur les salaires ou sur les minima sociaux. En stimulant la demande, une économie qui n'utilise pas pleinement ses facteurs de production (usines à l'arrêt) peut redémarrer, produire plus, et ainsi relancer les embauches. Dans une telle situation, plus les transferts publics sont consommés, plus l'effet du multiplicateur keynésien est puissant. Il est nécessaire dans ce cas de viser les populations les moins riches, qui ont une propension à consommer plus forte.

#### Politique de l'offre
L'État peut appliquer une politique de l'offre. Il s'agit alors de jouer sur les choix des entreprises à embaucher par exemple, ou encore à innover, à investir. Les mesures incitatives qui sont prises sont, par exemple, les défiscalisations, une diminution de l'Impôt sur les sociétés, etc. En investissant plus et en cherchant à produire plus, les entreprises recrutent plus et stimulent la croissance en diminuant le chômage.

### Politique monétaire
Le deuxième outil de politique conjoncturelle est la politique monétaire. Souvent aux mains de la banque centrale, la politique monétaire a pris une importance prépondérante dans le cadre de la mondialisation économique. Les années 2000 et la succession de violentes crises économiques (crise économique mondiale de 2008, crise économique liée à la pandémie de Covid-19) ont vu l'émergence de politiques monétaires non conventionnelles aux côtés des traditionnelles politiques monétaires.

#### Politique monétaire conventionnelle
La politique monétaire conventionnelle consiste, pour la banque centrale, à jouer sur trois leviers principaux que sont les taux directeurs. 
Le taux de rémunération des dépôts permet à la banque centrale de rémunérer les dépôts de liquidités que les banques effectuent sur leur compte à la banque centrale ; en augmentant ce taux, la banque centrale incite les banques à ne pas prêter leurs liquidités mais à les déposer à la banque centrale, tandis que si elle le baisse, cela incite les banques à octroyer plus de crédit.
Le taux de refinancement assure aux banques un refinancement de la banque centrale lorsque les banques le demandent, sur un taux d'intérêt pré-déterminé par la banque centrale. Les banques doivent, en échange des prêts, détenir des collatéraux, c'est-à-dire des actifs financiers de qualité en garantie, que la banque centrale récupère si la banque ne rembourse pas. En augmentant ce taux, la banque centrale dissuade les banques de prendre des risques (d'octroyer du crédit), ce qui permet de lutter contre l'inflation ; si elle le baisse, cela incite au contraire les banques à prendre des risques (octroyer plus de crédit), et donc à stimuler l'économie.
Enfin, le taux de prêt marginal est le taux auquel la banque centrale prête de manière marginale (à court terme, à savoir 24 heures) aux banques sans collatéral.

#### Politique monétaire non conventionnelle
La politique monétaire non conventionnelle désigne l'ensemble des outils de politique monétaire en plus de la manipulation des taux directeurs. Ces outils, rarement utilisés jusqu'aux années 2000, ont fait l'objet d'expérimentations au Japon après la bulle spéculative japonaise et la crise bancaire japonaise de 1997, et ont été adoptés par les grandes banques centrales après la crise de 2008.
L'assouplissement quantitatif est une politique monétaire par laquelle la banque centrale achète massivement, pour un montant donné, des titres de dette publique sur les marchés financiers. En ce faisant, la banque centrale augmente la demande de titres, ce qui produit une augmentation de leur valeur ; or, le taux d'intérêt d'une obligation à taux fixe est inverse à sa valeur. Ainsi, la banque centrale fait baisser les taux d'intérêt sur la dette publique, ce qui permet aux États de se financer à un coût moindre. Une forme extrême d'assouplissement quantitatif est le contrôle de la courbe des taux, par laquelle la banque centrale ne se fixe aucune limite, et cherche à maîtrise intégralement la courbe des taux.
L'assouplissement qualitatif, connexe à l'assouplissement quantitatif, vise à acheter des actifs financiers toxiques, non-performants, afin de les faire sortir du marché. Dans le cas où l'émetteur ne rembourse pas la dette, la banque centrale encaisse la perte. 

## Critiques

### Décalage temporel
Les politiques conjoncturelles ont été attaquées, en particulier sur la possibilité de les mettre en œuvre. Le Prix Nobel d'économie Milton Friedman en particulier en formula une critique dans son essai de 1951, Effects of a Full-Employment Policy on Economic Stability, repris dans son recueil Essays in Positive Economics, publié en 1953. Pour Friedman, une politique conjoncturelle est impossible à mener car l'action étatique souffre de nombreux délais (lags) : entre le moment où la crise est à son sommet et le moment où les effets de telles politiques se font sentir, il peut s'écouler deux ans. Au délai avant la prise de conscience du problème s'ajoute le délai de la prise de la décision et celui de sa mise en œuvre pratique. Ces délais ont des conséquences très négatives selon Milton Friedman, qui estime que les politiques conjoncturelles, loin de lisser les cycles économiques ne font que les amplifier, les politiques contracycliques devenant en fait procycliques.

### Théorème de l'équivalence néo-ricardienne
Robert Lucas ira encore plus loin à la suite de la publication de son célèbre article La critique de Lucas où il reprend à John Muth le concept d'anticipation rationnelle pour prouver l'inefficacité de politiques discrétionnaires.

### Effets sur la compétitivité
En augmentant les salaires ou ne serait-ce que les salaires d'une partie de la population active, on augmente la charge financière qui pèse déjà sur les entreprises, ce qui peut les amener à augmenter leurs prix, créant ainsi de l'inflation. Cette dernière est appelée " inflation par les coûts ". Par ailleurs, cela réduira leur compétitivité et réduira les embauches.
De plus, en augmentant trop les revenus de transfert, on peut entraîner un découragement du travail de la part des personnes qui les touchent qui, après avoir fait un rapide calcul coût-avantages, peuvent se rendre compte qu'il vaut mieux ne pas travailler et toucher les revenus de transfert, plutôt que de travailler, étant donné la proximité des deux revenus (trappe à l'inactivité).

## Historique

### France
Les politiques conjoncturelles ont été utilisées abondamment jusqu'à une période récente, et en particulier pendant les Trente Glorieuses.
Ainsi on peut distinguer:
- 1952: Période de consolidation Antoine Pinay.
- 1953-56: Relance Edgar Faure
- 1957: Stabilisation Felix Gaillard
- 1958-60: Stabilisation Antoine Pinay
- 1961-62: Période de relance Michel Debré
- 1963-67: Période de stabilisation Giscard d'Estaing
- 1967-68: Relance Michel Debré
- 1969: Stabilisation Giscard d'Estaing
- 1974-1975: Stabilisation Jean-Pierre Fourcade
- 1975: Relance Chirac. Représentant 2,8 points de PIB a été « un succès mitigé : croissance de + 4,4 % en 1976, forte inflation (+11 %) et un gros déficit du commerce extérieur ». Il fut suivi par une politique de rigueur[5].
- 1976-80: Plans successifs de stabilisation des Gouvernements Raymond Barre.
- 1981: Relance Mauroy. Représentant « 1,7 point sur deux ans »[6]. Lancé alors que les partenaires extérieurs de la France adoptaient des politiques restrictives, il a provoqué une dégradation des comptes extérieurs et le gouvernement a dû adopter assez rapidement une politique de rigueur.
- 2008: plan de relance Nicolas Sarkozy de 1,3 % du Pib en 2009[7],[8].
- 2012: plan de relance François Hollande. À l'issue du conseil européen du 28 juin 2012, un " redéploiement de fonds structurels déjà programmés", à hauteur de 55 Milliards pour la zone Euro[9] a été décidé. Il est prévu que 45 Milliards soient ensuite empruntés par effet de levier à partir, des 55 premiers Milliards alloués. Les fonds seront débloqués sur une période de trois ans. À l'échelle de la France[10], il s'agit donc d'une relance de l'ordre de 55/2000*0,195/3=0,18 % du Pib, sur une durée de trois ans.

En France, jusque dans les années 2010, le gouvernement faisait des politiques de stop and go. C'est-à-dire, alternativement, une politique restrictive, ou de freinage (baisse de l'inflation) puis une politique de relance quelque temps après (dans la limite, cependant، d'un déficit du budget de 2 % du PIB imposée par le pacte de stabilité et de croissance, PSC, prescrit par le traité de Maastricht), puisque la politique restrictive avait provoqué une augmentation du chômage. La relance produisant à son tour de l'inflation, le gouvernement s'appliquait ensuite à la réduire par une politique restrictive et ainsi de suite.
À partir de 2013, l'utilisation d'une politique conjoncturelle pour les pays signataires du pacte budgétaire européen, également appelé traité sur la stabilité, la coordination et la gouvernance (TSCG), et en particulier en zone euro, sera cependant quasiment interdite tant que l'endettement est supérieur à 60 %. Entré en vigueur en 2013, le TSCG est un outil intergouvernemental qui s'ajoute au pacte de stabilité et de croissance. Trois États membres de l'Union européenne n'y font pas partie : la Croatie, la République tchèque et le Royaume-Uni. Cependant, le gouvernement de la République tchèque a approuvé, le 23 mars 2014, l'adhésion au pacte, sans s'engager à le ratifier. De plus, certains États non-membres de la zone euro mais membres de l'Union européenne sont engagées sur certaines dispositions du traité, mais pas sa totalité.
La croissance tendancielle sur la période 2000-2010 a été en zone euro de 1 %, et le pacte impose de réduire d'un vingtième par an l'excès de dette, en déléguant à la Commission européenne la surveillance du niveau de déficit budgétaire. L'article 3 du pacte budgétaire européen prenant en compte le cycle économique est en effet ne s'applique pas quand l'endettement est supérieur à 60 % conformément à l'article 4. Les États membres gardent toutefois une possibilité de veto, à la majorité qualifiée inversée, à l'encontre des propositions ou recommandations formulées par la Commission européenne.

### États-Unis
Les politiques conjoncturelles sont inhérentes à la politique économique américaine. 
- 1932 : Avec le New Deal, en réponse à la crise ont été menées de front des politiques conjoncturelles[15] et structurelles[16].